# Meloeditylus reductus
Meloeditylus reductus là một loài bọ cánh cứng thuộc họ Oedemeridae. Loài này được miêu tả khoa học đầu tiên năm 1926 bởi Pic.